# EVER LAST
「EVER LAST」（エヴァー・ラスト）は、影山ヒロノブの70枚目のシングル。2010年2月10日にb-greenから発売された。

## 概要
- 表題曲「EVER LAST」は、PlayStation 3用ゲーム『ラストリベリオン』オープニングテーマ、「戦絆」は、同ゲーム挿入歌として採用された。
- 作曲はElements Gardenの上松範康と藤田淳平が手掛けている。

## 収録曲
1. EVER LAST [3:25]
作詞：Bee'、作曲・編曲：上松範康（Elements Garden）
2. 戦絆 [3:54]
作詞：Bee'、作曲・編曲：藤田淳平（Elements Garden）
3. EVER LAST（off vocal）
4. 戦絆（off vocal）

## タイアップ
| 曲名      | タイアップ                                                  |
| --------- | ----------------------------------------------------------- |
| EVER LAST | PlayStation 3用ゲーム『ラストリベリオン』オープニングテーマ |
| 戦絆      | PlayStation 3用ゲーム『ラストリベリオン』挿入歌             |